# The Complete Studio Recordings
The Complete Studio Recordings är en samlingsbox av Abba, utgiven den 7 november 2005.

## Låtlista

### CD 1:Ring ring(1973)
1. "Ring ring"
2. "Another Town, Another Train"
3. "Disillusion"
4. "People Need Love"
5. "I Saw It in the Mirror"
6. "Nina, Pretty Ballerina"
7. "Love Isn't Easy (But It Sure Is Hard Enough)"
8. "Me and Bobby and Bobby’s Brother"
9. "He Is Your Brother"
10. "She's My Kind of Girl"
11. "I Am Just a Girl"
12. "Rock 'n' Roll Band"

Bonusspår
1. "Bara du slog en signal" (svenskspråkig version av "Ring ring")
2. "Åh, vilka tider"
3. "Merry-Go-Round"
4. "Santa Rosa"
5. "Ring ring" (spanskspråkig version)
6. "Wer Im Wartesaal Der Liebe Steht" (tyskspråkig version av "Another Town, Another Train")
7. "Ring Ring" (tyskspråkig version)

### CD 2:Waterloo(1974)
1. "Waterloo"
2. "Sitting in the Palmtree"
3. "King Kong Song"
4. "Hasta Mañana"
5. "My Mama Said"
6. "Dance (While the Music Still Goes On)"
7. "Honey, Honey"
8. "Watch Out"
9. "What About Livingstone?"
10. "Gonna Sing You My Lovesong"
11. "Suzy-Hang-Around"

Bonusspår
1. "Ring Ring" (USA, remix 1974)
2. "Waterloo" (svenskspråkig version)
3. "Honey, Honey" (svenskspråkig version)
4. "Waterloo" (tyskspråkig version)
5. "Hasta Mañana" (spanskspråkig version)
6. "Ring Ring" (Storbritannien, remix 1974)
7. "Waterloo" (franskspråkig version)

### CD 3:Abba(1975)
1. "Mamma Mia"
2. "Hey, Hey Helen"
3. "Tropical Loveland"
4. "SOS"
5. "Man in the Middle"
6. "Bang-A-Boomerang"
7. "I Do, I Do, I Do, I Do, I Do"
8. "Rock Me"
9. "Intermezzo No. 1"
10. "I've Been Waiting for You"
11. "So Long"

Bonusspår
1. "Crazy World"
2. "Medley: Pick a Bale of Cotton/On Top of Old Smokey/Midnight Special" (1978 Remix)
3. "Mamma Mia" (spanskspråkig version)

### CD 4:Arrival(1976)
1. "When I Kissed the Teacher"
2. "Dancing Queen"
3. "My Love, My Life"
4. "Dum Dum Diddle"
5. "Knowing Me, Knowing You"
6. "Money, Money, Money"
7. "That's Me"
8. "Why Did It Have to Be Me?"
9. "Tiger"
10. "Arrival"

Bonusspår
1. "Fernando"
2. "Happy Hawaii" (tidig version av "Why Did It Have to Be Me?")
3. "La Reina Del Baile" (spanskspråkig version av "Dancing Queen")
4. "Conociéndome, Conociéndote" (spanskspråkig version av "Knowing Me, Knowing You")
5. "Fernando" (spanskspråkig version)

### CD 5:The Album(1977)
1. "Eagle"
2. "Take a Chance on Me"
3. "One Man, One Woman"
4. "The Name of the Game"
5. "Move On"
6. "Hole in Your Soul"

The Girl with the Golden Hair–3 Scenes from a Mini-Musical
1. "Thank You for the Music"
2. "I Wonder (Departure)"
3. "I'm a Marionette"

Bonusspår
1. "Al Andar" (spansksårkig version of "Move On")
2. "Thank You for the Music" (spanskspråkig version av "Thank You for the Music")

### CD 6:Voulez-Vous(1979)
1. "As Good as New"
2. "Voulez-Vous"
3. "I Have a Dream"
4. "Angeleyes"
5. "The King Has Lost His Crown"
6. "Does Your Mother Know?"
7. "If It Wasn’t for the Nights"
8. "Chiquitita"
9. "Lovers (Live a Little Longer)"
10. "Kisses of Fire"

Bonusspår
1. "Summer Night City"
2. "Lovelight"
3. "Gimme! Gimme! Gimme! (A Man After Midnight)"
4. "Estoy Soñando" (spanskspråkig version av "I Have a Dream")
5. "Chiquitita" (spanskspråkig version)
6. "¡Dame! ¡Dame! ¡Dame!" (spanskspråkig version av "Gimme! Gimme! Gimme! (A Man After Midnight)")

### CD 7:Super Trouper(1980)
1. "Super Trouper"
2. "The Winner Takes It All"
3. "On and On and On"
4. "Andante, Andante"
5. "Me and I"
6. "Happy New Year"
7. "Our Last Summer"
8. "The Piper"
9. "Lay All Your Love on Me"
10. "The Way Old Friends Do"

Bonusspår
1. "Elaine"
2. "Andante, Andante" (spanskspråkig version)
3. "Felicidad" (spanskspråkig version av "[Happy New Year")

### CD 8:The Visitors(1981)
1. "The Visitors"
2. "Head Over Heels"
3. "When All is Said and Done"
4. "Soldiers"
5. "I Let the Music Speak"
6. "One of Us"
7. "Two for the Price of One"
8. "Slipping Through My Fingers"
9. "Like an Angel Passing Through My Room"

Bonusspår
1. "Should I Laugh or Cry?"
2. "No Hay a Quien Culpar" (spanskspråkig version av "When All is Said and Done")
3. "Se Me Está Escapando" (spanskspråkig version av "Slipping Through My Fingers")
4. "The Day Before You Came"
5. "Cassandra"
6. "Under Attack"
7. "You Owe Me One"

### CD 9:Rarities
1. "Waterloo" (Alternate Mix)
2. "Medley: Pick a Bale of Cotton/On Top of Old Smokey/Midnight Special" (Original 1975 Mix)
3. "Thank You for the Music" (Doris Day version)
4. "Summer Night City" (fullängdsversion)
5. "Lovelight" (alternativ mix)
6. "Dream World"
7. "Voulez-Vous" (utökad remix)
8. "On and On and On" (fullängdsversion)
9. "Put On Your White Sombrero"
10. "I Am the City"
11. ABBA Undeleted: "Scaramouche" / "Summer Night City" / "Take a Chance on Me" / "Baby" / "Just a Notion" / "Rikky Rock ’n’ Roller" / "Burning My Bridges" / "Fernando" (Swedish version) / "Here Comes Rubie Jamie" / "Hamlet III Parts 1 & 2" / "Free as a Bumble Bee" / "Rubber Ball Man" / "Crying Over You" / "Just Like That" / "Givin’ a Little Bit More"

### DVD 1:The Videos
1. "Ring Ring"
2. "Waterloo"
3. "Mamma Mia"
4. "SOS"
5. "Bang-A-Boomerang"
6. "I Do, I Do, I Do, I Do, I Do"
7. "Fernando"
8. "Dancing Queen"
9. "Money, Money, Money"
10. "Knowing Me, Knowing You"
11. "That's Me"
12. "The Name of the Game"
13. "Take a Chance on Me"
14. "Eagle"
15. "One Man, One Woman"
16. "Thank You for the Music"
17. "Summer Night City"
18. "Chiquitita"
19. "Does Your Mother Know?"
20. "Voulez-Vous"
21. "Gimme! Gimme! Gimme! (A Man After Midnight)"
22. "I Have a Dream"
23. "Super Trouper"
24. "The Winner Takes It All"
25. "On and On and On"
26. "Happy New Year"
27. "Lay All Your Love on Me"
28. "Head Over Heels"
29. "When All Is Said and Done"
30. "One of Us"
31. "The Day Before You Came"
32. "Under Attack"

Bonus videos
1. "Estoy Soñando"
2. "Felicidad"
3. "No Hay A Quien Culpar"
4. "Dancing Queen" (1992 version)
5. "The Last Video"

### DVD 2: "The History" och "Live in April 1981"
- The History
  - Documentary (från ABBA Gold: Greatest Hits)
- Live in April 1981
  - Utval från Abba:s sista livekonsert, ursprungligen visad i TV-programmet Dick Cavett Meets Abba.

1. "Gimme! Gimme! Gimme! (A Man After Midnight)"
2. "Super Trouper"
3. "Two for the Price of One"
4. "Slipping Through My Fingers"
5. "On and On and On"

## Listplaceringar
| Lista (2006-2008) | Topplacering |
| ----------------- | ------------ |
| Danmark           | 6            |